# Terasy
Terasy jsou přírodní památka na severovýchodním okraji obce Drslavice v okrese Uherské Hradiště. Důvodem ochrany je jedno z posledních útočišť ohrožených druhů teplomilné květeny pravobřežních teras řeky Olšavy a na ni vázaných druhů hmyzu.